# Anni 330 a.C.
Gli anni 330 a.C. sono il decennio che comprende gli anni dal 339 a.C. al 330 a.C. inclusi.

## Eventi, invenzioni e scoperte
- 336 a.C.: morte di Filippo II di Macedonia, sale al trono Alessandro Magno

## Nati
- Menedemo di Eretria, filosofo greco antico († 265 a.C.)337 a.C.
- Demetrio I Poliorcete, sovrano macedone antico († 283 a.C.)
- Lucio Cornelio Scipione Barbato, politico e militare romano († 270 a.C.)330 a.C.
- Manio Curio Dentato, romano († 270 a.C.)
- Menecrate di Efeso, poeta e filosofo greco antico († 270 a.C.)

## Morti
- Speusippo, filosofo greco antico338 a.C.

- Archidamo III, sovrano spartano
- Artaserse III di Persia, sovrano persiano
- Iceta di Leontini, politico siceliota
- Isocrate, retore e filosofo ateniese (n. 436 a.C.)
- Lisicle, militare ateniese
- Mamerco, militare siceliota
- Shang Yang, politico cinese (n. 390 a.C.)

- Ariobarzane II di Cio
- Shen Buhai, medico cinese (n. 385 a.C.)336 a.C.

- Aminta IV di Macedonia, re
- Attalo, militare macedone antico
- Bagoas
- Carano, principe macedone antico
- Filippo II di Macedonia, sovrano macedone antico (n. 382 a.C.)
- Meda di Odessa, principessa
- Pausania di Orestide, militare macedone antico

- Artaserse IV di Persia, sovrano persiano
- Iceta di Siracusa, filosofo e astronomo siceliota (n. 400 a.C.)
- Langaro, re334 a.C.
- Arsite, satrapo persiano
- Tolomeo, militare macedone antico333 a.C.
- Caridemo, mercenario ateniese
- Memnone di Rodi, militare e mercenario greco antico (n. 380 a.C.)332 a.C.
- Admeto di Macedonia, militare macedone antico331 a.C.
- Agide III, sovrano spartano
- Aribba, militare macedone antico
- Statira I, principessa persiana330 a.C.

- Alessandro di Lincestide, militare macedone antico
- Aminta, militare macedone antico
- Ariamne I di Cappadocia, persiano
- Ariobarzane, generale persiano
- Carete, militare ateniese (n. 400 a.C.)
- Dario III di Persia, imperatore persiano (n. 380 a.C.)
- Demetrio, militare macedone antico
- Filota, generale macedone antico
- Kidinnu, astronomo, sacerdote e matematico babilonese